# Глёдниц
Глёдниц (нем. Glödnitz) — коммуна (нем. Gemeinde) в Австрии, в федеральной земле Каринтия. 
Входит в состав округа Санкт-Файт.  Население составляет 935 человек (на 31 декабря 2005 года). Занимает площадь 74,65 км². Официальный код  —  2 05 06.

## Политическая ситуация
Бургомистр коммуны — Пауль Эртль (АНП) по результатам выборов 2003 года.
Совет представителей коммуны (нем. Gemeinderat) состоит из 15 мест.
- АНП занимает 6 мест.
- СДПА занимает 5 мест.
- АПС занимает 4 места.